# Carlotta di Württemberg
Carlotta di Württemberg, nota anche col nome con cui fu battezzata ortodossa, granduchessa Elena Pavlovna di Russia (Stoccarda, 9 gennaio 1807 – San Pietroburgo, 2 febbraio 1873), nata duchessa di Württemberg, fu granduchessa di Russia come moglie di Michail Pavlovič Romanov (1798-1849).

## Famiglia d'origine
Carlotta era figlia del principe Paolo Federico di Württemberg (1785-1852) e della principessa Carlotta di Sassonia-Hildburghausen (1787-1847).

Durante la sua infanzia visse a Parigi con il padre e la sorella minore Paolina in una casa molto modesta, se paragonata a quelle degli altri nobili di stirpe reale. Compì i suoi studi venendo seguita da varie personalità intellettuali. Si diceva di lei che fosse una ragazza molto intelligente e molto più matura delle sue coetanee.

## Matrimonio
Nel 1822 venne fidanzata con il granduca Michail Pavlovič Romanov, ultimo figlio dell'imperatore Paolo I di Russia (1754-1801) e dell'imperatrice Marija Fëdorovna, nata Sofia Dorotea di Württemberg (1759-1828).
Secondo le memorie del conte Moriolya lo sposo non sentiva alcun affetto per la sposa, e obbedì all'imperatrice madre. Questo atteggiamento è probabilmente spiegato dall'influenza del fratello maggiore Costantino, il quale, dopo un matrimonio fallito in prime nozze, odiava tutti i principi tedeschi e sostenne il fratello più giovane della riluttanza a sposare uno di loro.

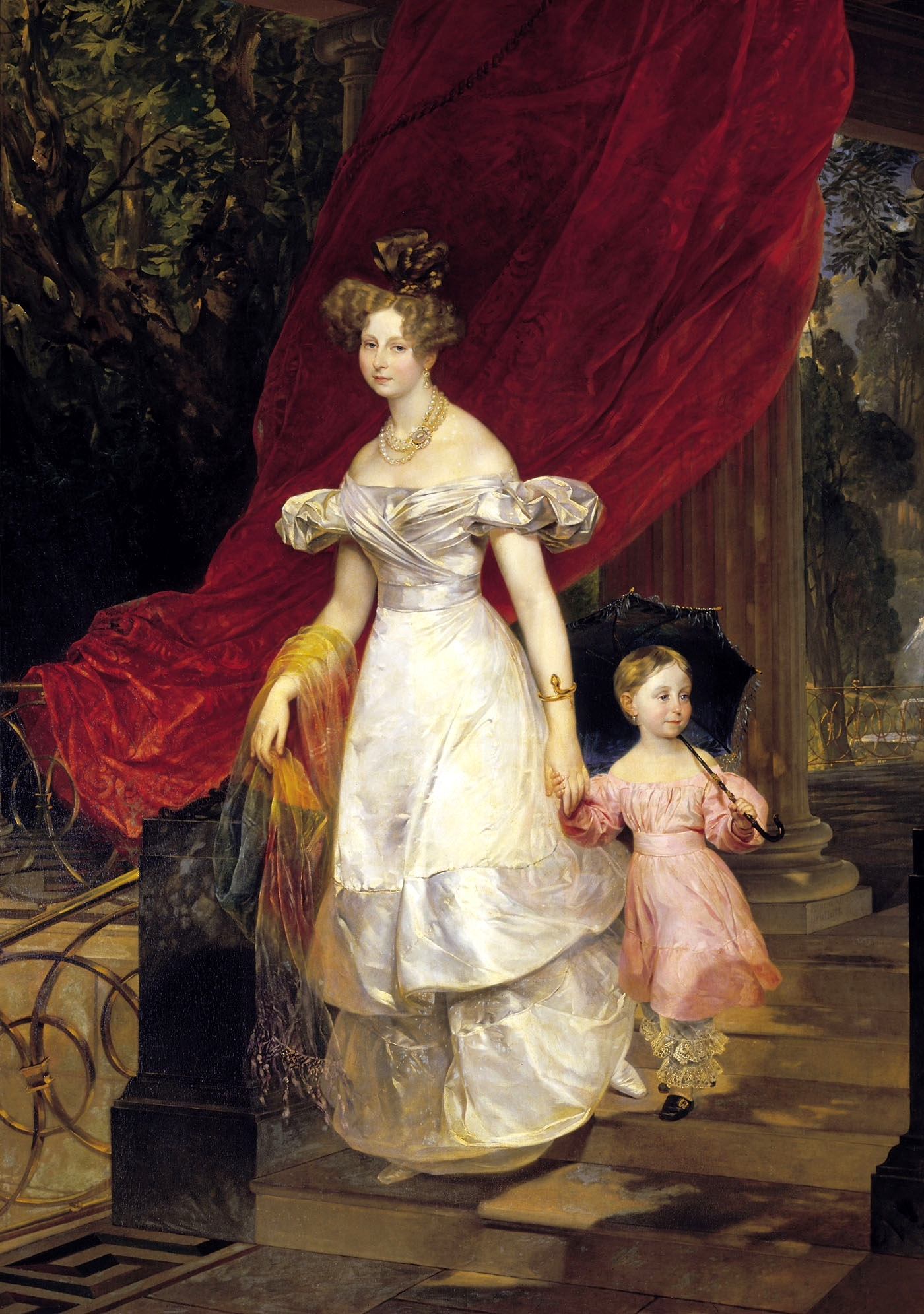
Ritratto della granduchessa Elena Pavlovna di Karl Briullov, 1830.

Nel 1823 Carlotta venne battezzata nella fede ortodossa come Elena Pavlovna.

Il 20 febbraio del 1824 la coppia si sposò a San Pietroburgo e si stabilì nel palazzo Michailovskij, fino a quando l'imperatrice vedova Marija Fëdorovna morì nel 1828, e Michail Pavlovič ereditò la reggia di Pavlovsk. Il matrimonio non fu felice, in quanto il Granduca aveva passione solo per l'esercito e trascurò la moglie. Essi ebbero cinque figlie:
- Marija Michajlovna nata nel 1825 e morta nel 1846;
- Elizaveta Michajlovna, nata nel 1826 e morta nel 1845, sposò il granduca Adolfo di Lussemburgo;
- Ekaterina Michajlovna, nata nel 1827 e morta nel 1894, sposò il duca Giorgio Augusto di Meclemburgo-Strelitz;
- Aleksandra Michajlovna, nata nel 1831 e morta nel 1832;
- Anna Michajlovna, nata nel 1834 e morta nel 1836.

## Vedovanza
Nel 1849 morì il marito: la granduchessa aveva allora 42 anni. Da quel momento fino alla sua morte Elena Pavlovna portò il lutto.
Negli ultimi anni divenne sostenitrice di varie organizzazioni benefiche e artistiche. Fondò il Conservatorio di San Pietroburgo e organizzò un gruppo di infermiere che divenne il precursore della Croce Rossa in Russia.

## Morte
Elena morì il 9 gennaio 1873 a San Pietroburgo. Fu sepolta nella Cripta Imperiale nella Cattedrale di SS Pietro e Paolo a San Pietroburgo, accanto a suo marito e le figlie, Aleksandra e Anna.

## Ascendenza
|                                        |                                                     |                                                          | Genitori                                                   |  |  | Nonni |  |  | Bisnonni                              |  |  | Trisnonni                             |  |
|                                        |                                                     |                                                          |                                                            |  |  |       |  |  | 8. Federico II Eugenio di Württemberg |  |  | 16. Carlo I Alessandro di Württemberg |  |
|                                        |                                                     |                                                          |                                                            |  |  |       |  |  | 8. Federico II Eugenio di Württemberg |  |  | 16. Carlo I Alessandro di Württemberg |  |
|                                        |                                                     | 17. Maria Augusta di Thurn und Taxis                     |                                                            |  |  |       |  |  | 8. Federico II Eugenio di Württemberg |  |  |                                       |  |
| 4. Federico I di Württemberg           |                                                     |                                                          |                                                            |  |  |       |  |  | 8. Federico II Eugenio di Württemberg |  |  |                                       |  |
|                                        |                                                     | 9. Federica Dorotea di Brandeburgo-Schwedt               | 18. Federico Guglielmo di Brandeburgo-Schwedt              |  |  |       |  |  |                                       |  |  |                                       |  |
|                                        |                                                     | 9. Federica Dorotea di Brandeburgo-Schwedt               | 18. Federico Guglielmo di Brandeburgo-Schwedt              |  |  |       |  |  |                                       |  |  |                                       |  |
|                                        |                                                     | 9. Federica Dorotea di Brandeburgo-Schwedt               | 19. Sofia Dorotea di Prussia                               |  |  |       |  |  |                                       |  |  |                                       |  |
| 2. Paolo Federico di Württemberg       |                                                     | 9. Federica Dorotea di Brandeburgo-Schwedt               |                                                            |  |  |       |  |  |                                       |  |  |                                       |  |
|                                        |                                                     | 10. Carlo Guglielmo Ferdinando di Brunswick-Wolfenbüttel | 20. Carlo I di Brunswick-Wolfenbüttel                      |  |  |       |  |  |                                       |  |  |                                       |  |
|                                        |                                                     | 10. Carlo Guglielmo Ferdinando di Brunswick-Wolfenbüttel | 20. Carlo I di Brunswick-Wolfenbüttel                      |  |  |       |  |  |                                       |  |  |                                       |  |
|                                        |                                                     | 10. Carlo Guglielmo Ferdinando di Brunswick-Wolfenbüttel | 21. Filippina Carlotta di Prussia                          |  |  |       |  |  |                                       |  |  |                                       |  |
| 5. Augusta di Brunswick-Wolfenbüttel   |                                                     | 10. Carlo Guglielmo Ferdinando di Brunswick-Wolfenbüttel |                                                            |  |  |       |  |  |                                       |  |  |                                       |  |
|                                        |                                                     | 11. Augusta di Hannover                                  | 22. Federico, principe del Galles                          |  |  |       |  |  |                                       |  |  |                                       |  |
|                                        |                                                     | 11. Augusta di Hannover                                  | 22. Federico, principe del Galles                          |  |  |       |  |  |                                       |  |  |                                       |  |
|                                        |                                                     | 11. Augusta di Hannover                                  | 23. Augusta di Sassonia-Gotha-Altenburg                    |  |  |       |  |  |                                       |  |  |                                       |  |
| 1. Carlotta di Württemberg             |                                                     | 11. Augusta di Hannover                                  |                                                            |  |  |       |  |  |                                       |  |  |                                       |  |
|                                        | 12. Ernesto Federico III di Sassonia-Hildburghausen | 24. Ernesto Federico II di Sassonia-Hildburghausen       |                                                            |  |  |       |  |  |                                       |  |  |                                       |  |
|                                        | 12. Ernesto Federico III di Sassonia-Hildburghausen | 24. Ernesto Federico II di Sassonia-Hildburghausen       |                                                            |  |  |       |  |  |                                       |  |  |                                       |  |
|                                        | 12. Ernesto Federico III di Sassonia-Hildburghausen | 25. Carolina di Erbach-Fürstenau                         |                                                            |  |  |       |  |  |                                       |  |  |                                       |  |
| 6. Federico di Sassonia-Altenburg      | 12. Ernesto Federico III di Sassonia-Hildburghausen |                                                          |                                                            |  |  |       |  |  |                                       |  |  |                                       |  |
|                                        |                                                     | 13. Ernestina Augusta di Sassonia-Weimar                 | 26. Ernesto Augusto I di Sassonia-Weimar                   |  |  |       |  |  |                                       |  |  |                                       |  |
|                                        |                                                     | 13. Ernestina Augusta di Sassonia-Weimar                 | 26. Ernesto Augusto I di Sassonia-Weimar                   |  |  |       |  |  |                                       |  |  |                                       |  |
|                                        |                                                     | 13. Ernestina Augusta di Sassonia-Weimar                 | 27. Sofia Carlotta di Brandeburgo-Bayreuth                 |  |  |       |  |  |                                       |  |  |                                       |  |
| 3. Carlotta di Sassonia-Hildburghausen |                                                     | 13. Ernestina Augusta di Sassonia-Weimar                 |                                                            |  |  |       |  |  |                                       |  |  |                                       |  |
|                                        |                                                     | 14. Carlo II di Meclemburgo-Strelitz                     | 28. Carlo Ludovico Federico di Meclemburgo-Strelitz        |  |  |       |  |  |                                       |  |  |                                       |  |
|                                        |                                                     | 14. Carlo II di Meclemburgo-Strelitz                     | 28. Carlo Ludovico Federico di Meclemburgo-Strelitz        |  |  |       |  |  |                                       |  |  |                                       |  |
|                                        |                                                     | 14. Carlo II di Meclemburgo-Strelitz                     | 29. Elisabetta Albertina di Sassonia-Hildburghausen        |  |  |       |  |  |                                       |  |  |                                       |  |
| 7. Carlotta di Meclemburgo-Strelitz    |                                                     | 14. Carlo II di Meclemburgo-Strelitz                     |                                                            |  |  |       |  |  |                                       |  |  |                                       |  |
|                                        |                                                     | 15. Federica d'Assia-Darmstadt                           | 30. Giorgio Guglielmo d'Assia-Darmstadt                    |  |  |       |  |  |                                       |  |  |                                       |  |
|                                        |                                                     | 15. Federica d'Assia-Darmstadt                           | 30. Giorgio Guglielmo d'Assia-Darmstadt                    |  |  |       |  |  |                                       |  |  |                                       |  |
|                                        |                                                     | 15. Federica d'Assia-Darmstadt                           | 31. Maria Luisa Albertina di Leiningen-Dagsburg-Falkenburg |  |  |       |  |  |                                       |  |  |                                       |  |
|                                        |                                                     | 15. Federica d'Assia-Darmstadt                           |                                                            |  |  |       |  |  |                                       |  |  |                                       |  |